# Trường Đảo

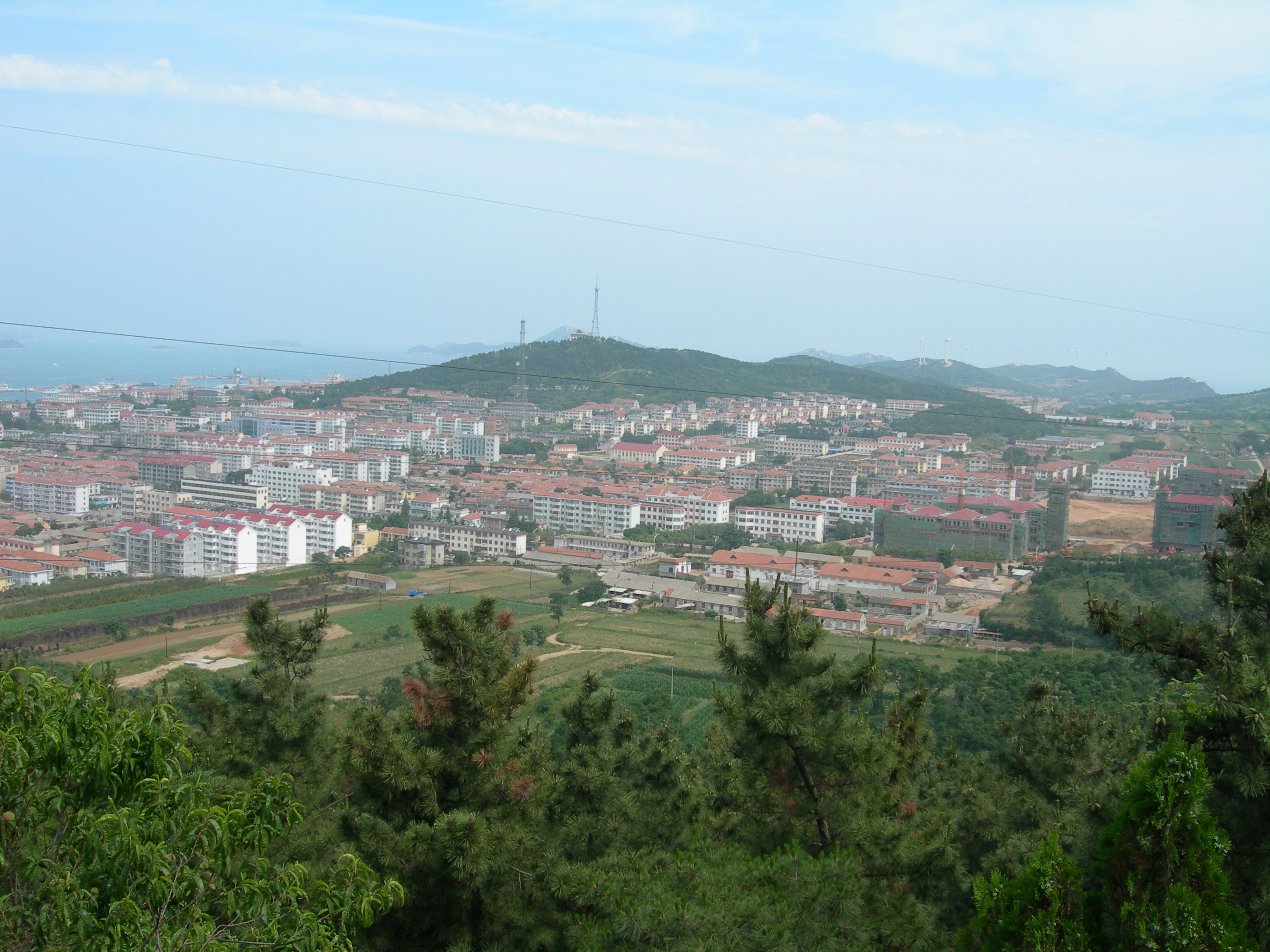
Trường Đảo

Trường Đảo (tiếng Trung:长岛县, Hán Việt: Hải Dương huyện) là một huyện cũ của địa cấp thị Yên Đài, tỉnh Sơn Đông, Cộng hòa Nhân dân Trung Hoa. Huyện này có diện tích đất 5090,2 héc ta, diện tích mặt nước 8700 km2, chiều dài bờ biển 146 kmkm2. Huyện Trường Đảo có 2 trấn 8 hương. Đại bộ phận dân cư sống ở đảo Nam Bắc Trường Sơn. Dân cư ở đây sống chủ yếu bằng nghề ngư nghiệp. Ngày 22/06/2020, huyện này được nhập vào thành phố cấp huyện Bồng Lai để thành lập quận mới có tên là Bồng Lai trực thuộc Yên Đài